# Hymenophyllum vacillans
Hymenophyllum vacillans är en hinnbräkenväxtart som beskrevs av Christ. Hymenophyllum vacillans ingår i släktet Hymenophyllum och familjen Hymenophyllaceae. Inga underarter finns listade.